# Teutleben
Teutleben este o comună din landul Turingia, Germania.